# Lord President of the Court of Session
Lord President of the Court of Session er den øverste dommer i Skotland. Han er retspræsident for Skotlands to vigtigste domstole, og han leder  Skotlands retsvæsen.
| Jura | Spire Denne juraartikel er en spire som bør udbygges. Du er velkommen til at hjælpe Wikipedia ved at udvide den. |